# Mangosta de cua gruixuda
La mangosta de cua gruixuda (Bdeogale crassicauda) és una de les tres espècies de mamífer del gènere Bdeogale.

## Descripció
Es tracta d'una mangosta de mida mitjana, que té un pelatge de color bru (una de les subespècies té el pelatge marró groguenc). El seu cos mesura entre 40 i 50 centímetres de llarg, i té una cua de fins a 30 centímetres de llarg. El seu pes que varia entre 0,9 i 1,6 quilograms. Són característics els seus 4 dits de les potes, així com la seva cua peluda.

## Distribució i hàbitat
Viu a l'Àfrica central, des del sud de Kenya fins al centre de Moçambic, on se la pot trobar en boscos, sabanes i matollars fins a 1.850 metres d'altitud.

## Dieta
S'alimenta de petits ocells i ous.

## Subespècies
Existeixen 5 subespècies:
- Bdeogale crassicauda crassicauda
- Bdeogale crassicauda nigrescens
- Bdeogale crassicauda omnivora
- Bdeogale crassicauda puisa
- Bdeogale crassicauda tenuis